# Albizia leucocalyx
Balizia leucocalyx (Britton & Rose)Barneby & J.W.Grimes es el nombre científico actualmente aceptado para Albizia leucocalyx es una especie de la familia Fabaceae. Guacibán es su nombre común en Tabasco y Chiapas.

## Clasificación y descripción
Este es un árbol de 13 hasta 40 m de altura, con ramitas verdosas y glabras y estipuladas muy pequeñas, caducas. La corteza es lisa a escamosa de color grisácea. Las hojas presenta yemas de 3 a 4 mm de largo, redondeadas rodeadas de estipulas filiformes; las hojas se encuentran dispuestas en espiral son compuestas bipinnadas, alternas, con 3-6 pares de foliolos primarios opuestos, cada folíolo compuesto por 3 a 9 pareas de folíolos secundarios opuestos sésiles, de 1.3 x 0.7 a 5 x 3 cm, rectangulares y asimétricos, con ápice obtuso, glabros y con el borde entero; el raquis con glándulas y el pecíolo con una glándula cerca del ápice.
Inflorescencias umbeladas o cabezuelas, de 5 a cm de largo, producidas lateralmente en las ramas de nuevos crecimientos, ferruginosas y pubescentes sobre pedúnculos de 3 a 5 cm. Ppresenta flores de dos tipos: las masculinas que son muy numerosas, sésiles o en pedicelos de hasta 7 mm de largo, actinomorfas, perfumadas; el cáliz es de color pardo verdoso de 4 mm de largo, infundiliforme, con 4 a 5 dientecillos ovados; la corola es de color blanco de cerca de 8 mm de largo, estrechamente infudiliforme con 5 lóbulos lanceolados y valvados, de 2 a 3 mm de largo, tomentosas en la superficie externa con estambres numerosos. El segundo tipo de flor es hermafrodita o posiblemente femenina una por cada cabezuela y situada en medio de las flores masculinas, perfumada, actinomorfa; cáliz pardo verdoso tubular, con 4 a 5 dientes agudos; corola color blanca.
Los frutos son vainas de aplanadas, glabras, pardo morenas, leñosas, de 8-10 x 2-3 cm; tiene de 10-14 semillas, de 13-16 x 4-5 mm, color amarillento o blanco hueso, con una marca en forma de “U” en el centro.

## Distribución y hábitat
En México se distribuye en Chiapas y Tabasco; al sur en Belice y Guatemala. Forma parte del dosel de las selvas latas perennifolias y subperennifolias, se le ha observado en suelos aluviales.

## Usos
La madera se utiliza para hacer parqué, lambrín y duela.